# 부르키나파소 축구 국가대표팀

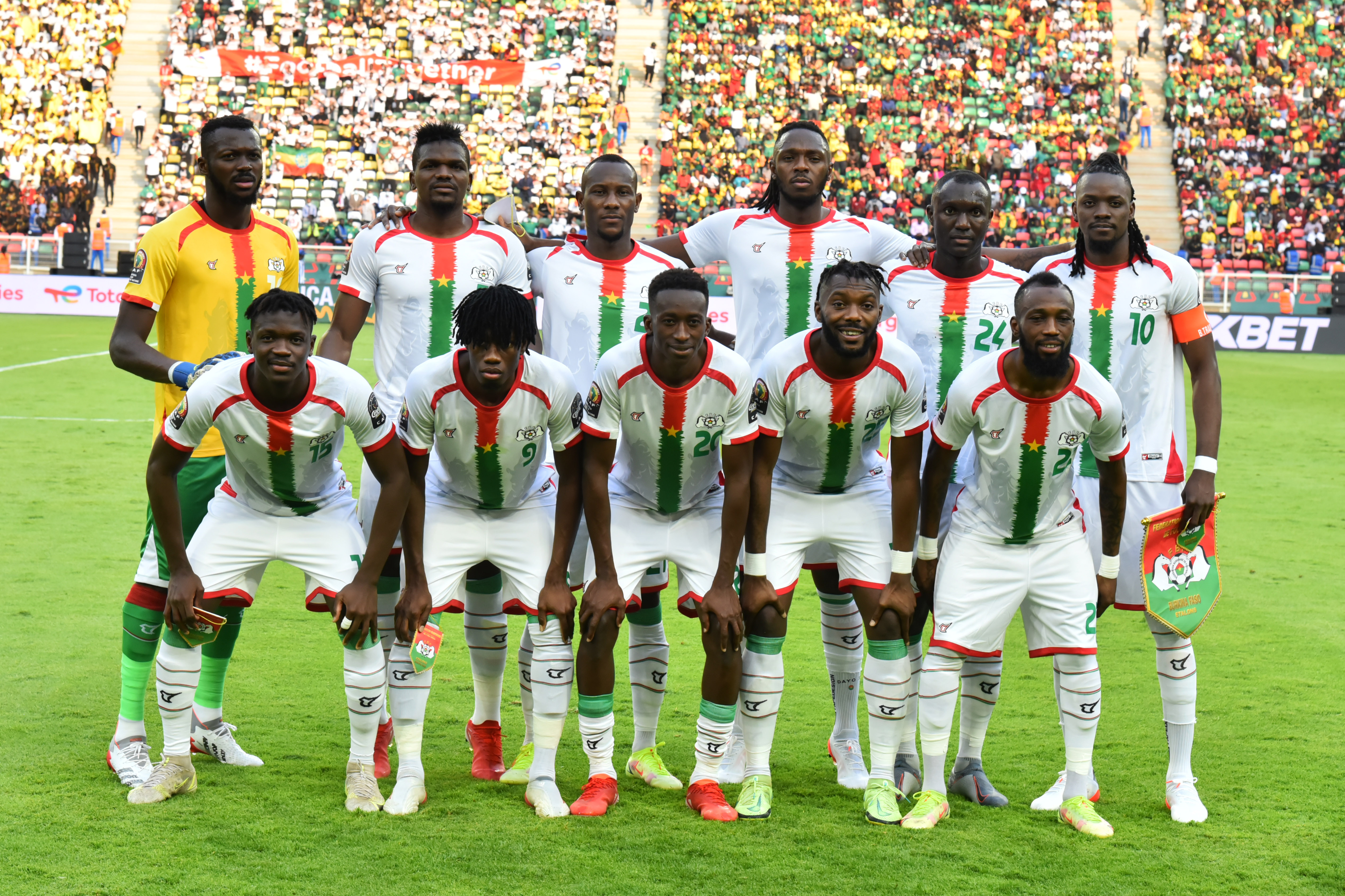

부르키나파소 축구 국가대표팀(프랑스어: Équipe de football du Burkina Faso)은 부르키나파소를 대표하는 축구 국가대표팀으로 부르키나파소 축구 연맹에서 관리한다. 1960년 4월 14일 가봉을 상대로 국제 A매치 첫 경기를 치렀으며 현재 홈 구장으로는 1983년 8월 4일 스타디움을 사용하고 있다.

## 국제 대회 경력

### FIFA 월드컵
비록 현재까지 월드컵 본선 경험은 전무하지만 2010년 FIFA 월드컵 아프리카 지역 2차 예선에서 5승 1무·9조 1위로 사상 첫 최종 예선에 진출했고 최종 예선에서도 4승 2패·E조 2위에 오르며 부르키나파소 축구 역사상 월드컵 지역 예선 최고 성적을 남겼다.

### 아프리카 네이션스컵
아프리카 네이션스컵 본선에는 11번 출전하여 이 가운데 2013년 대회에서 준우승을 차지하는 돌풍을 일으키면서 부르키나파소 축구 역사상 메이저 대회 역대 최고 성적을 거두었고 1998년과 2017년 대회 그리고 2021년 대회에서는 4강에 이름을 올렸다.

### 아프리카 네이션스 챔피언십
자국 리그에서 활동하는 선수들만 참가할 수 있는 아프리카 네이션스 챔피언십 본선에는 3번 출전하여 이전 2번의 대회에서 모두 조별리그 탈락의 고배를 마셨다.

## FIFA 월드컵 (본선)
| 년도   | 결과                      | 순위                      | 경기                      | 승                        | 무*                       | 패                        | 득점                      | 실점                      | 승점                      |
| ------ | ------------------------- | ------------------------- | ------------------------- | ------------------------- | ------------------------- | ------------------------- | ------------------------- | ------------------------- | ------------------------- |
| 1930년 | 독립 이전 (프랑스로 참가) | 독립 이전 (프랑스로 참가) | 독립 이전 (프랑스로 참가) | 독립 이전 (프랑스로 참가) | 독립 이전 (프랑스로 참가) | 독립 이전 (프랑스로 참가) | 독립 이전 (프랑스로 참가) | 독립 이전 (프랑스로 참가) | 독립 이전 (프랑스로 참가) |
| 1934년 | 독립 이전 (프랑스로 참가) | 독립 이전 (프랑스로 참가) | 독립 이전 (프랑스로 참가) | 독립 이전 (프랑스로 참가) | 독립 이전 (프랑스로 참가) | 독립 이전 (프랑스로 참가) | 독립 이전 (프랑스로 참가) | 독립 이전 (프랑스로 참가) | 독립 이전 (프랑스로 참가) |
| 1938년 | 독립 이전 (프랑스로 참가) | 독립 이전 (프랑스로 참가) | 독립 이전 (프랑스로 참가) | 독립 이전 (프랑스로 참가) | 독립 이전 (프랑스로 참가) | 독립 이전 (프랑스로 참가) | 독립 이전 (프랑스로 참가) | 독립 이전 (프랑스로 참가) | 독립 이전 (프랑스로 참가) |
| 1950년 | 독립 이전 (프랑스로 참가) | 독립 이전 (프랑스로 참가) | 독립 이전 (프랑스로 참가) | 독립 이전 (프랑스로 참가) | 독립 이전 (프랑스로 참가) | 독립 이전 (프랑스로 참가) | 독립 이전 (프랑스로 참가) | 독립 이전 (프랑스로 참가) | 독립 이전 (프랑스로 참가) |
| 1954년 | 독립 이전 (프랑스로 참가) | 독립 이전 (프랑스로 참가) | 독립 이전 (프랑스로 참가) | 독립 이전 (프랑스로 참가) | 독립 이전 (프랑스로 참가) | 독립 이전 (프랑스로 참가) | 독립 이전 (프랑스로 참가) | 독립 이전 (프랑스로 참가) | 독립 이전 (프랑스로 참가) |
| 1958년 | 독립 이전 (프랑스로 참가) | 독립 이전 (프랑스로 참가) | 독립 이전 (프랑스로 참가) | 독립 이전 (프랑스로 참가) | 독립 이전 (프랑스로 참가) | 독립 이전 (프랑스로 참가) | 독립 이전 (프랑스로 참가) | 독립 이전 (프랑스로 참가) | 독립 이전 (프랑스로 참가) |
| 1962년 | 없음                      | 없음                      | 없음                      | 없음                      | 없음                      | 없음                      | 없음                      | 없음                      | 없음                      |
| 1966년 | 불참                      | 불참                      | 불참                      | 불참                      | 불참                      | 불참                      | 불참                      | 불참                      | 불참                      |
| 1970년 | 불참                      | 불참                      | 불참                      | 불참                      | 불참                      | 불참                      | 불참                      | 불참                      | 불참                      |
| 1974년 | 불참                      | 불참                      | 불참                      | 불참                      | 불참                      | 불참                      | 불참                      | 불참                      | 불참                      |
| 1978년 | 예선 탈락                 | 예선 탈락                 | 예선 탈락                 | 예선 탈락                 | 예선 탈락                 | 예선 탈락                 | 예선 탈락                 | 예선 탈락                 | 예선 탈락                 |
| 1982년 | 불참                      | 불참                      | 불참                      | 불참                      | 불참                      | 불참                      | 불참                      | 불참                      | 불참                      |
| 1986년 | 불참                      | 불참                      | 불참                      | 불참                      | 불참                      | 불참                      | 불참                      | 불참                      | 불참                      |
| 1990년 | 예선 탈락                 | 예선 탈락                 | 예선 탈락                 | 예선 탈락                 | 예선 탈락                 | 예선 탈락                 | 예선 탈락                 | 예선 탈락                 | 예선 탈락                 |
| 1994년 | 기권                      | 기권                      | 기권                      | 기권                      | 기권                      | 기권                      | 기권                      | 기권                      | 기권                      |
| 1998년 | 예선 탈락                 | 예선 탈락                 | 예선 탈락                 | 예선 탈락                 | 예선 탈락                 | 예선 탈락                 | 예선 탈락                 | 예선 탈락                 | 예선 탈락                 |
| 2002년 | 예선 탈락                 | 예선 탈락                 | 예선 탈락                 | 예선 탈락                 | 예선 탈락                 | 예선 탈락                 | 예선 탈락                 | 예선 탈락                 | 예선 탈락                 |
| 2006년 | 예선 탈락                 | 예선 탈락                 | 예선 탈락                 | 예선 탈락                 | 예선 탈락                 | 예선 탈락                 | 예선 탈락                 | 예선 탈락                 | 예선 탈락                 |
| 2010년 | 예선 탈락                 | 예선 탈락                 | 예선 탈락                 | 예선 탈락                 | 예선 탈락                 | 예선 탈락                 | 예선 탈락                 | 예선 탈락                 | 예선 탈락                 |
| 2014년 | 예선 탈락                 | 예선 탈락                 | 예선 탈락                 | 예선 탈락                 | 예선 탈락                 | 예선 탈락                 | 예선 탈락                 | 예선 탈락                 | 예선 탈락                 |
| 2018년 | 예선 탈락                 | 예선 탈락                 | 예선 탈락                 | 예선 탈락                 | 예선 탈락                 | 예선 탈락                 | 예선 탈락                 | 예선 탈락                 | 예선 탈락                 |
| 합계   |                           |                           |                           |                           |                           |                           |                           |                           |                           |

### FIFA 월드컵 (예선)
| 1930년 | 독립 이전 (프랑스로 참가)                    | 독립 이전 (프랑스로 참가)                    | 독립 이전 (프랑스로 참가)                    | 독립 이전 (프랑스로 참가)                    | 독립 이전 (프랑스로 참가)                    | 독립 이전 (프랑스로 참가)                    | 독립 이전 (프랑스로 참가)                    |                                              |                                              |
| 1934년 | 독립 이전 (프랑스로 참가)                    | 독립 이전 (프랑스로 참가)                    | 독립 이전 (프랑스로 참가)                    | 독립 이전 (프랑스로 참가)                    | 독립 이전 (프랑스로 참가)                    | 독립 이전 (프랑스로 참가)                    | 독립 이전 (프랑스로 참가)                    |                                              |                                              |
| 1938년 | 독립 이전 (프랑스로 참가)                    | 독립 이전 (프랑스로 참가)                    | 독립 이전 (프랑스로 참가)                    | 독립 이전 (프랑스로 참가)                    | 독립 이전 (프랑스로 참가)                    | 독립 이전 (프랑스로 참가)                    | 독립 이전 (프랑스로 참가)                    |                                              |                                              |
| 1950년 | 독립 이전 (프랑스로 참가)                    | 독립 이전 (프랑스로 참가)                    | 독립 이전 (프랑스로 참가)                    | 독립 이전 (프랑스로 참가)                    | 독립 이전 (프랑스로 참가)                    | 독립 이전 (프랑스로 참가)                    | 독립 이전 (프랑스로 참가)                    |                                              |                                              |
| 1954년 | 독립 이전 (프랑스로 참가)                    | 독립 이전 (프랑스로 참가)                    | 독립 이전 (프랑스로 참가)                    | 독립 이전 (프랑스로 참가)                    | 독립 이전 (프랑스로 참가)                    | 독립 이전 (프랑스로 참가)                    | 독립 이전 (프랑스로 참가)                    |                                              |                                              |
| 1958년 | 독립 이전 (프랑스로 참가)                    | 독립 이전 (프랑스로 참가)                    | 독립 이전 (프랑스로 참가)                    | 독립 이전 (프랑스로 참가)                    | 독립 이전 (프랑스로 참가)                    | 독립 이전 (프랑스로 참가)                    | 독립 이전 (프랑스로 참가)                    |                                              |                                              |
| 1962년 | 없음                                         | 없음                                         | 없음                                         | 없음                                         | 없음                                         | 없음                                         | 없음                                         |                                              |                                              |
| 1966년 | 불참                                         | 불참                                         | 불참                                         | 불참                                         | 불참                                         | 불참                                         | 불참                                         |                                              |                                              |
| 1970년 | 불참                                         | 불참                                         | 불참                                         | 불참                                         | 불참                                         | 불참                                         | 불참                                         |                                              |                                              |
| 1974년 | 불참                                         | 불참                                         | 불참                                         | 불참                                         | 불참                                         | 불참                                         | 불참                                         |                                              |                                              |
| 1978년 | 4                                            | 1                                            | 2                                            | 1                                            | 4                                            | 4                                            | 5                                            |                                              |                                              |
| 1982년 | 불참                                         | 불참                                         | 불참                                         | 불참                                         | 불참                                         | 불참                                         | 불참                                         |                                              |                                              |
| 1986년 | 불참                                         | 불참                                         | 불참                                         | 불참                                         | 불참                                         | 불참                                         | 불참                                         |                                              |                                              |
| 1990년 | 2                                            | 1                                            | 0                                            | 1                                            | 2                                            | 3                                            | 3                                            |                                              |                                              |
| 1994년 | 기권                                         | 기권                                         | 기권                                         | 기권                                         | 기권                                         | 기권                                         | 기권                                         |                                              |                                              |
| 1998년 | 8                                            | 1                                            | 1                                            | 6                                            | 9                                            | 17                                           | 4                                            |                                              |                                              |
| 2002년 | 8                                            | 2                                            | 2                                            | 4                                            | 11                                           | 10                                           | 8                                            |                                              |                                              |
| 2006년 | 10                                           | 4                                            | 1                                            | 5                                            | 14                                           | 13                                           | 13                                           |                                              |                                              |
| 2010년 | 12                                           | 9                                            | 1                                            | 2                                            | 24                                           | 16                                           | 28                                           |                                              |                                              |
| 2014년 | 8                                            | 5                                            | 0                                            | 3                                            | 10                                           | 7                                            | 15                                           |                                              |                                              |
| 2018년 | 8                                            | 3                                            | 3                                            | 2                                            | 13                                           | 8                                            | 12                                           |                                              |                                              |
| 합계   | 60                                           | 26                                           | 10                                           | 24                                           | 87                                           | 78                                           | 88                                           |                                              |                                              |
| 순위   | 월드컵 예선 승점 순위 : 88위 (아프리카 15위) | 월드컵 예선 승점 순위 : 88위 (아프리카 15위) | 월드컵 예선 승점 순위 : 88위 (아프리카 15위) | 월드컵 예선 승점 순위 : 88위 (아프리카 15위) | 월드컵 예선 승점 순위 : 88위 (아프리카 15위) | 월드컵 예선 승점 순위 : 88위 (아프리카 15위) | 월드컵 예선 승점 순위 : 88위 (아프리카 15위) | 월드컵 예선 승점 순위 : 88위 (아프리카 15위) | 월드컵 예선 승점 순위 : 88위 (아프리카 15위) |

## 아프리카 네이션스컵(본선)
| 아프리카 네이션스컵 본선 기록 | 아프리카 네이션스컵 본선 기록        | 아프리카 네이션스컵 본선 기록        | 아프리카 네이션스컵 본선 기록        | 아프리카 네이션스컵 본선 기록        | 아프리카 네이션스컵 본선 기록        | 아프리카 네이션스컵 본선 기록        | 아프리카 네이션스컵 본선 기록        | 아프리카 네이션스컵 본선 기록        | 아프리카 네이션스컵 본선 기록        |
| 년도                          | 결과                                 | 순위                                 | 경기                                 | 승                                   | 무                                   | 패                                   | 득점                                 | 실점                                 | 승점                                 |
| ----------------------------- | ------------------------------------ | ------------------------------------ | ------------------------------------ | ------------------------------------ | ------------------------------------ | ------------------------------------ | ------------------------------------ | ------------------------------------ | ------------------------------------ |
| 1957년                        | 독립 이전                            | 독립 이전                            | 독립 이전                            | 독립 이전                            | 독립 이전                            | 독립 이전                            | 독립 이전                            | 독립 이전                            | 독립 이전                            |
| 1959년                        | 독립 이전                            | 독립 이전                            | 독립 이전                            | 독립 이전                            | 독립 이전                            | 독립 이전                            | 독립 이전                            | 독립 이전                            | 독립 이전                            |
| 1962년                        | 없음                                 | 없음                                 | 없음                                 | 없음                                 | 없음                                 | 없음                                 | 없음                                 | 없음                                 | 없음                                 |
| 1963년                        | 불참                                 | 불참                                 | 불참                                 | 불참                                 | 불참                                 | 불참                                 | 불참                                 | 불참                                 | 불참                                 |
| 1965년                        | 불참                                 | 불참                                 | 불참                                 | 불참                                 | 불참                                 | 불참                                 | 불참                                 | 불참                                 | 불참                                 |
| 1968년                        | 예선 탈락                            | 예선 탈락                            | 예선 탈락                            | 예선 탈락                            | 예선 탈락                            | 예선 탈락                            | 예선 탈락                            | 예선 탈락                            | 예선 탈락                            |
| 1970년                        | 기권                                 | 기권                                 | 기권                                 | 기권                                 | 기권                                 | 기권                                 | 기권                                 | 기권                                 | 기권                                 |
| 1972년                        | 기권                                 | 기권                                 | 기권                                 | 기권                                 | 기권                                 | 기권                                 | 기권                                 | 기권                                 | 기권                                 |
| 1974년                        | 예선 탈락                            | 예선 탈락                            | 예선 탈락                            | 예선 탈락                            | 예선 탈락                            | 예선 탈락                            | 예선 탈락                            | 예선 탈락                            | 예선 탈락                            |
| 1976년                        | 불참                                 | 불참                                 | 불참                                 | 불참                                 | 불참                                 | 불참                                 | 불참                                 | 불참                                 | 불참                                 |
| 1978년                        | 조별리그                             | 8위                                  | 3                                    | 0                                    | 0                                    | 3                                    | 2                                    | 9                                    | 0                                    |
| 1980년                        | 불참                                 | 불참                                 | 불참                                 | 불참                                 | 불참                                 | 불참                                 | 불참                                 | 불참                                 | 불참                                 |
| 1982년                        | 예선 탈락                            | 예선 탈락                            | 예선 탈락                            | 예선 탈락                            | 예선 탈락                            | 예선 탈락                            | 예선 탈락                            | 예선 탈락                            | 예선 탈락                            |
| 1984년                        | 불참                                 | 불참                                 | 불참                                 | 불참                                 | 불참                                 | 불참                                 | 불참                                 | 불참                                 | 불참                                 |
| 1986년                        | 불참                                 | 불참                                 | 불참                                 | 불참                                 | 불참                                 | 불참                                 | 불참                                 | 불참                                 | 불참                                 |
| 1988년                        | 불참                                 | 불참                                 | 불참                                 | 불참                                 | 불참                                 | 불참                                 | 불참                                 | 불참                                 | 불참                                 |
| 1990년                        | 예선 탈락                            | 예선 탈락                            | 예선 탈락                            | 예선 탈락                            | 예선 탈락                            | 예선 탈락                            | 예선 탈락                            | 예선 탈락                            | 예선 탈락                            |
| 1992년                        | 예선 탈락                            | 예선 탈락                            | 예선 탈락                            | 예선 탈락                            | 예선 탈락                            | 예선 탈락                            | 예선 탈락                            | 예선 탈락                            | 예선 탈락                            |
| 1994년                        | 기권                                 | 기권                                 | 기권                                 | 기권                                 | 기권                                 | 기권                                 | 기권                                 | 기권                                 | 기권                                 |
| 1996년                        | 조별리그                             | 15위                                 | 3                                    | 0                                    | 0                                    | 3                                    | 3                                    | 9                                    | 0                                    |
| 1998년                        | 4강                                  | 4위                                  | 6                                    | 2                                    | 2                                    | 2                                    | 8                                    | 9                                    | 8                                    |
| 2000년                        | 조별리그                             | 15위                                 | 3                                    | 0                                    | 1                                    | 2                                    | 4                                    | 8                                    | 1                                    |
| 2002년                        | 조별리그                             | 13위                                 | 3                                    | 0                                    | 1                                    | 2                                    | 2                                    | 4                                    | 1                                    |
| 2004년                        | 조별리그                             | 14위                                 | 3                                    | 0                                    | 1                                    | 2                                    | 1                                    | 6                                    | 1                                    |
| 2006년                        | 예선 탈락                            | 예선 탈락                            | 예선 탈락                            | 예선 탈락                            | 예선 탈락                            | 예선 탈락                            | 예선 탈락                            | 예선 탈락                            | 예선 탈락                            |
| 2008년                        | 예선 탈락                            | 예선 탈락                            | 예선 탈락                            | 예선 탈락                            | 예선 탈락                            | 예선 탈락                            | 예선 탈락                            | 예선 탈락                            | 예선 탈락                            |
| 2010년                        | 조별리그                             | 15위                                 | 2                                    | 0                                    | 1                                    | 1                                    | 0                                    | 1                                    | 1                                    |
| 2012년                        | 조별리그                             | 14위                                 | 3                                    | 0                                    | 0                                    | 3                                    | 2                                    | 6                                    | 0                                    |
| 2013년                        | 준우승                               | 2위                                  | 6                                    | 2                                    | 3                                    | 1                                    | 7                                    | 3                                    | 9                                    |
| 2015년                        | 조별리그                             | 16위                                 | 3                                    | 0                                    | 1                                    | 2                                    | 1                                    | 4                                    | 1                                    |
| 2017년                        | 4강                                  | 3위                                  | 6                                    | 3                                    | 3                                    | 0                                    | 8                                    | 3                                    | 12                                   |
| 2019년                        | 예선 탈락                            | 예선 탈락                            | 예선 탈락                            | 예선 탈락                            | 예선 탈락                            | 예선 탈락                            | 예선 탈락                            | 예선 탈락                            | 예선 탈락                            |
| 총계                          | 11회 진출(11/29)                     | 준우승(1회)                          | 41                                   | 7                                    | 13                                   | 21                                   | 38                                   | 62                                   | 34                                   |
| 순위                          | 아프리카 네이션스컵 역대 순위 : 15위 | 아프리카 네이션스컵 역대 순위 : 15위 | 아프리카 네이션스컵 역대 순위 : 15위 | 아프리카 네이션스컵 역대 순위 : 15위 | 아프리카 네이션스컵 역대 순위 : 15위 | 아프리카 네이션스컵 역대 순위 : 15위 | 아프리카 네이션스컵 역대 순위 : 15위 | 아프리카 네이션스컵 역대 순위 : 15위 | 아프리카 네이션스컵 역대 순위 : 15위 |

### 아프리카 네이션스컵(예선)
| 아프리카 네이션스컵 예선 기록 | 아프리카 네이션스컵 예선 기록 | 아프리카 네이션스컵 예선 기록 | 아프리카 네이션스컵 예선 기록 | 아프리카 네이션스컵 예선 기록 | 아프리카 네이션스컵 예선 기록 | 아프리카 네이션스컵 예선 기록 | 아프리카 네이션스컵 예선 기록 |
| 년도                          | 경기                          | 승                            | 무*                           | 패                            | 득점                          | 실점                          | 승점                          |
| ----------------------------- | ----------------------------- | ----------------------------- | ----------------------------- | ----------------------------- | ----------------------------- | ----------------------------- | ----------------------------- |
| 1957년                        | 독립 이전                     | 독립 이전                     | 독립 이전                     | 독립 이전                     | 독립 이전                     | 독립 이전                     | 독립 이전                     |
| 1959년                        | 독립 이전                     | 독립 이전                     | 독립 이전                     | 독립 이전                     | 독립 이전                     | 독립 이전                     | 독립 이전                     |
| 1962년                        | 없음                          | 없음                          | 없음                          | 없음                          | 없음                          | 없음                          | 없음                          |
| 1963년                        | 불참                          | 불참                          | 불참                          | 불참                          | 불참                          | 불참                          | 불참                          |
| 1965년                        | 불참                          | 불참                          | 불참                          | 불참                          | 불참                          | 불참                          | 불참                          |
| 1968년                        | 4                             | 0                             | 0                             | 4                             | 2                             | 10                            | 0                             |
| 1970년                        | 기권                          | 기권                          | 기권                          | 기권                          | 기권                          | 기권                          | 기권                          |
| 1972년                        | 기권                          | 기권                          | 기권                          | 기권                          | 기권                          | 기권                          | 기권                          |
| 1974년                        | 2                             | 0                             | 0                             | 2                             | 1                             | 9                             | 0                             |
| 1976년                        | 불참                          | 불참                          | 불참                          | 불참                          | 불참                          | 불참                          | 불참                          |
| 1978년                        | 2                             | 0                             | 0                             | 2                             | 1                             | 5                             | 0                             |
| 1980년                        | 불참                          | 불참                          | 불참                          | 불참                          | 불참                          | 불참                          | 불참                          |
| 1982년                        | 2                             | 0                             | 0                             | 2                             | 1                             | 8                             | 0                             |
| 1984년                        | 불참                          | 불참                          | 불참                          | 불참                          | 불참                          | 불참                          | 불참                          |
| 1986년                        | 불참                          | 불참                          | 불참                          | 불참                          | 불참                          | 불참                          | 불참                          |
| 1988년                        | 불참                          | 불참                          | 불참                          | 불참                          | 불참                          | 불참                          | 불참                          |
| 1990년                        | 2                             | 1                             | 0                             | 1                             | 1                             | 3                             | 3                             |
| 1992년                        | 8                             | 4                             | 1                             | 3                             | 10                            | 13                            | 13                            |
| 1994년                        | 기권                          | 기권                          | 기권                          | 기권                          | 기권                          | 기권                          | 기권                          |
| 1996년                        | 4                             | 1                             | 3                             | 0                             | 5                             | 4                             | 6                             |
| 1998년                        | 자동진출(개최국)              | 자동진출(개최국)              | 자동진출(개최국)              | 자동진출(개최국)              | 자동진출(개최국)              | 자동진출(개최국)              | 자동진출(개최국)              |
| 2000년                        | 4                             | 2                             | 2                             | 0                             | 8                             | 5                             | 8                             |
| 2002년                        | 8                             | 4                             | 3                             | 1                             | 7                             | 3                             | 15                            |
| 2004년                        | 6                             | 4                             | 1                             | 1                             | 12                            | 2                             | 13                            |
| 2006년                        | 10                            | 4                             | 1                             | 5                             | 14                            | 13                            | 13                            |
| 2008년                        | 6                             | 1                             | 1                             | 4                             | 5                             | 12                            | 4                             |
| 2010년                        | 12                            | 9                             | 1                             | 2                             | 24                            | 16                            | 28                            |
| 2012년                        | 4                             | 3                             | 1                             | 0                             | 12                            | 3                             | 10                            |
| 2013년                        | 2                             | 1                             | 0                             | 1                             | 3                             | 2                             | 3                             |
| 2015년                        | 6                             | 3                             | 2                             | 1                             | 8                             | 4                             | 11                            |
| 2017년                        | 6                             | 4                             | 1                             | 1                             | 6                             | 2                             | 13                            |
| 2019년                        | 6                             | 3                             | 1                             | 2                             | 8                             | 5                             | 10                            |
| 합계                          | 94                            | 44                            | 18                            | 32                            | 128                           | 119                           | 150                           |

## 주요 선수
- 스티베 야고
- 샤를 카보레
- 아리스티드 방세
- 이수푸 다요
- 베르트랑 트라오레
- 알랭 트라오레
- 바카리 코네
- 압두 라자크 트라오레
- 프레쥐스 나쿨마
- 에드몽 탑소바

## 역대 감독
| 감독            | 임기        |
| --------------- | ----------- |
| 필리프 트루시에 | 1997 ~ 1998 |